# Grito Wilhelm
El grito Wilhelm es un efecto de sonido de stock usado por primera vez en 1951 en la película Tambores lejanos. La voz del grito fue interpretada por Sheb Wooley. Ha aparecido en decenas de películas y series de televisión desde entonces. Al igual que la grabación del canto del águila de cola roja, el “sonido de teléfono universal” y el “trueno del castillo”, es probablemente uno de los clichés de sonido cinemáticos más conocidos.

## Historia
El grito se guardó en el archivo de sonido de Warner Bros. Allí fue encontrado por el diseñador de sonido de Star Wars, Ben Burtt, y lo llamó "Soldado Wilhelm", nombre de un personaje secundario que emitió el mismo grito en La carga de los jinetes indios de 1953.
La identidad del individuo que grabó el grito no se conoce, aunque se cree que pudo haber sido grabado por el cantante Sheb Wooley, uno de los actores en Tambores lejanos.